# À cœur ouvert (série télévisée)
Pour les articles homonymes, voir À cœur ouvert.
À cœur ouvert (A Country Practice) est un soap opera australien, en 1 058 épisodes de 52 minutes, créé par James Davern et diffusé du 18 novembre 1981 au 22 novembre 1993 sur le réseau Seven Network. La série a été reprise par Network Ten avec une distribution renouvelée et diffusée d'avril à novembre 1994 pour trente épisodes, mais sans le succès espéré.
En France, le feuilleton a été diffusé à partir du 4 septembre 1989 sur FR3.

## Synopsis
Ce soap opera, un des favoris du public australien, met en scène la vie des habitants de Wandin Valley, petite bourgade du sud de l'Australie et, plus particulièrement, du personnel d'une clinique vétérinaire et de l'hôpital local.

## Distribution
- Shane Porteous (en) : Dr Terence Elliott
- Grant Dodwell : Dr Simon Bowen (1981-1986)
- Joyce Jacobs (en) : Esme Watson
- Brian Wenzel (en) : Sergent Frank Gilroy
- Lorrae Desmond : Shirley Dean Gilroy (1981-1992)
- Gordon Piper : Bob Hatfield (1981-1992)
- Shane Withington : Brendan Jones (1981-1986)
- Penny Cook : Vicky Dean Bowen (1981-1985, 1986, 1992)
- Anne Tenney : Molly Jones (1981-1985)
- Helen Scott : Marta Kurtesz (1981-1983)
- Syd Heylen : Vernon « Cookie » Locke (1982-1992)
- Wendy Strehlow : Sœur Judy Loveday (1982-1986)
- Emily Nicol : Chloe Jones (1983-1986)
- Joan Sydney : Margaret « Maggie » Sloan (1983-1990)
- Penne Hackforth-Jones : Pam Foley / Martha Lynch / Cassandra James (1983-1993)